# Bernd Schuster
Bernhard „Bernd“ Schuster (* 22. Dezember 1959 in Augsburg) ist ein deutscher Fußballtrainer und ehemaliger -spieler. Der Mittelfeldspieler wurde 1980 Europameister sowie 1982 Sieger des Europapokals der Pokalsieger und absolvierte 21 Länderspiele für Deutschland.

## Spielerkarriere

### Verein
Schuster begann im Dezember 1969 in der Jugend des Augsburger Stadtteilvereins SV Hammerschmiede mit dem Vereinsfußball und wechselte 1976 zum FC Augsburg. 1977 debütierte er in der U18-Nationalmannschaft, womit sein Talent einer breiteren Öffentlichkeit bekannt wurde. Ohne jemals in der Augsburger Mannschaft in der 2. Bundesliga gespielt zu haben, unterzeichnete der gerade 18-jährige Schuster einen Vertrag mit dem Bundesligisten 1. FC Köln. Der FC Augsburg sollte 100.000 Mark Ablöse erhalten. Bald darauf unterschrieb er einen weiteren Vertrag, diesmal mit Borussia Mönchengladbach, der Augsburg 200.000 Mark einbringen sollte.
1978 gab er sein Debüt in der Fußball-Bundesliga beim 1. FC Köln, bei dem er sich nach überzeugenden Spielen einen Stammplatz im defensiven Mittelfeld sicherte. In seiner ersten Saison erreichte er mit den Kölnern 1979 das Halbfinale des Europapokals der Landesmeister, in dem die Mannschaft gegen Nottingham Forest ausschied. Im Jahr darauf stand die Mannschaft im Finale um den DFB-Pokal 1979/80, das gegen Fortuna Düsseldorf mit 1:2 verloren wurde. Nach 61 Bundesligaspielen und zehn Toren für die Geißböcke wurde Schuster im September 1980 vom Kölner Trainer Karl-Heinz Heddergott aus dem Aufgebot gestrichen, nachdem Schuster angekündigt hatte, aus seinem bis Ende Juni 1982 laufenden Vertrag aussteigen zu wollen. Heddergott warf ihm vor, mit Absicht keine volle Leistung gezeigt zu haben, was der seinerzeit als Libero eingesetzte Schuster bestritt. Cosmos New York mit Trainer Hennes Weisweiler, der als Schusters Lieblingstrainer galt, wollte ihn als Nachfolger von Franz Beckenbauer verpflichten. Der Wechsel wurde Ende September 1980 bereits als vollzogen vermeldet. Schuster lehnte aber einen Wechsel in die Vereinigten Staaten ab, um in Hinblick auf die Weltmeisterschaft 1982 seinen Platz in der Nationalmannschaft nicht zu gefährden. Schuster, für den der 1. FC Köln zunächst eine Ablösesumme von fünf Millionen D-Mark forderte, wechselte letztlich im Oktober 1980 nach Spanien zum FC Barcelona. Die Katalanen zahlten für Schuster eine Ablöse von 3,8 Millionen D-Mark. Bereits im Januar 1981 teilte Schuster mit, nicht mehr für Barcelona zu spielen und nach Deutschland zurückzukehren, nachdem es mit Mitspielern zum Streit gekommen war. Die angekündigte Trennung wurde nicht umgesetzt. Im Herbst 1982 legte er sich mit Barcelonas Trainer Udo Lattek an und erhob die Forderung, dass entweder er oder Lattek gehen müsse. Schuster wurde vom Verein wegen öffentlich geäußerter Kritik am Trainer und an Mannschaftskollegen mit einer hohen Geldstrafe belegt. Auch im Frühjahr 1986 wurde über Unstimmigkeiten zwischen Schuster und der Führung des FC Barcelona – insbesondere Präsident Josep Lluís Nuñez – berichtet, der damalige Barca-Trainer Terry Venables teilte mit, dass der Deutsche nie mehr für Barcelona spielen werde. Schuster selbst bekundete sein Interesse, in die Bundesliga zurückzukehren, und wurde vom Hamburger SV umworben. Ende 1986 strengte Schuster eine Klage an, um den FC Barcelona ablösefrei verlassen zu können. Er wollte in ein deutschsprachiges Land zurückkehren, eigener Aussage nach kam für ihn nur ein Wechsel zum 1. FC Köln in Frage. Mehr als ein Jahr erhielt er in Barcelona keine Einsätze und musste mit der Ersatzmannschaft trainieren, ehe er wieder ins Aufgebot der ersten Mannschaft aufgenommen wurde.
Nach acht Jahren in Barcelona, in denen er einmal Meister und dreimal Pokalsieger wurde und einmal den Europapokal der Pokalsieger gewann, unterschrieb Schuster beim Erzrivalen Real Madrid. 1990 wechselte er zum Stadtkonkurrenten Atlético Madrid. Er war damit der erste – und neben dem Spanier Miquel Soler der einzige – Spieler überhaupt, der im Laufe seiner Karriere bei allen drei großen spanischen Vereinen spielte.
1993 kehrte der Mittelfeldspieler in die Bundesliga zurück und spielte bis 1996 für Bayer Leverkusen. Im Jahr 1994 belegte er bei der Wahl zum Tor des Jahres in der ARD-Sportschau die ersten drei Plätze. Das erstplatzierte Tor wurde auch zum Tor des Jahrzehnts gewählt. Trainer Erich Ribbeck setzte jedoch immer weniger auf ihn. Zwischen Schuster und den Verantwortlichen kam es zum Bruch: Als Schuster im November 1995 auf der Ersatzbank Platz nahm, obwohl er zuvor aus dem Aufgebot für das Spiel gestrichen worden war, und in Folge einer kritischen Äußerung von Leverkusens Manager Reiner Calmund über seinen Rechtsbeistand vom Verein die Ausstellung der vollen Bundesligatauglichkeit einforderte, wurde Schuster in Leverkusen von den Übungseinheiten ausgeschlossen. Es kam keine Einigung auf eine Vertragsauflösung zustande. Im Januar 1996 urteilte ein Gericht, dass Schuster wieder die Teilnahme am Mannschaftstraining gewährt werden muss. Im März 1996 einigte man sich auf eine Trennung, Schuster erhielt eine Abfindung in Höhe von 2,8 Millionen D-Mark. Nach einer Saison bei den UNAM Pumas in Mexiko-Stadt beendete Schuster seine Spielerkarriere im Jahr 1997.

### Nationalmannschaft
Im Mai 1979 debütierte Schuster bei einem 3:1-Sieg gegen Irland in der deutschen Fußballnationalmannschaft. Bei der Europameisterschaft 1980 in Italien gewann er mit der deutschen Nationalmannschaft den Titel. Schuster wurde als bester Spieler des Turniers ausgezeichnet (inoffiziell) und erhielt von Bundespräsident Carstens dafür das Silberne Lorbeerblatt. Nachdem er im Mai 1981 einer Feier, an der sämtliche Nationalspieler und der Trainerstab teilnahmen, ferngeblieben war, ohne sich zuvor abzumelden, strich ihn Bundestrainer Jupp Derwall aus dem Aufgebot. Im Juni 1981 kündigte Schuster an, nicht mehr gemeinsam mit Paul Breitner und Karl-Heinz Rummenigge in der Nationalmannschaft spielen zu wollen.
1982 nahm Schuster verletzungsbedingt nicht an der Weltmeisterschaft teil, bei der die deutsche Mannschaft Vizeweltmeister wurde. Er hatte sich im Dezember 1981 und im April 1982 zwei Knieoperationen unterziehen müssen. Im Juni 1983 bestritt Schuster sein erstes Länderspiel nach rund zwei Jahren Unterbrechung. Er überwarf sich mit Bundestrainer Derwall, das Verhältnis der beiden war schon zuvor angespannt. Im Alter von 23 Jahren trat er im September 1982 aus der Nationalmannschaft zurück, wenige Tage später zog er die Entscheidung nach einem Gespräch mit Bundestrainer Derwall und DFB-Präsident Hermann Neuberger zurück und verkündete seine Rückkehr in die Nationalmannschaft. Schuster bestritt am 24. Februar 1984 sein letztes Länderspiel, danach spielte er nie wieder für Deutschland, im August 1984 gab er seinen endgültigen Abschied aus der Nationalmannschaft bekannt, kurz vorher war Franz Beckenbauer Teamchef geworden und hatte abgelehnt, Schuster beim Neuaufbau der Nationalmannschaft dessen Wunschposition als Libero zu gewähren. Über die Gründe des Rücktritts schwieg Schuster, im August 1985 äußerte er: „Das Problem kommt aus Deutschland, liegt beim DFB und der deutschen Öffentlichkeit.“ Im März 1986 erschienen Zeitungsberichte, in denen Schuster mit den Worten wiedergegeben wurde, dass er sich eine Rückkehr in die Nationalmannschaft vorstellen könne. Dieser Darstellung widersprach Schuster kurz darauf und teilte mit, sein Gespräch mit einer italienischen Zeitung sei diesbezüglich falsch übersetzt worden. Beckenbauer versuchte, Schuster zur Weltmeisterschaft 1986 in Mexiko zu einer Rückkehr in die DFB-Elf zu bewegen. Ende März 1986 sagte Schuster endgültig ab. Wie im Nachhinein bekannt wurde, sei dies aber daran gescheitert, dass Schusters Ehefrau und Managerin Gaby für eine Teilnahme ihres Mannes eine Summe in Höhe von einer Million DM gefordert habe, die der DFB nicht aufbringen wollte. Schuster bestritt, dass eine Geldforderung an den DFB gestellt wurde. Er absolvierte bis Februar 1984 21 Länderspiele für den DFB, in denen er vier Tore erzielte.
Im Dezember 1993 drückte Schuster mit den Worten „Ich stehe zur Verfügung, wenn Vogts mich braucht“ öffentlich seine Bereitschaft aus, wieder für die inzwischen von Bundestrainer Berti Vogts betreute Nationalmannschaft zu spielen. Zur Rückkehr kam es aber nicht.

## Trainerkarriere
Nach seiner Spielerlaufbahn wurde er 1997 Trainer beim SC Fortuna Köln. Nach einem Jahr wechselte er zum 1. FC Köln. Dort verpasste er das angepeilte Ziel, den Wiederaufstieg in die 1. Bundesliga, und wurde nach einem Jahr durch Ewald Lienen ersetzt.
In den Jahren 1999 bis 2001 gehörte er zum technischen Stab des FC Barcelona. Anschließend unterschrieb er einen Zweijahresvertrag bei Deportivo Xerez in der 2. Spanischen Liga. In der Sommerpause 2003 wechselte er zu Schachtar Donezk, wo er am 5. Mai 2004 entlassen wurde. Zur Saison 2004/05 übernahm er das Traineramt bei UD Levante in Spaniens höchster Spielklasse, der Primera División; am 1. Mai 2005 wurde er dort wegen fehlenden sportlichen Erfolgs entlassen. Danach, am 20. Juni 2005, unterschrieb er einen Vertrag beim spanischen Erstligisten FC Getafe bis 2008. Mit Getafe erreichte er im spanischen Pokalwettbewerb der Saison 2006/07 das Finale, wobei der Mannschaft im Halbfinal-Rückspiel ein spektakulärer 4:0-Erfolg über den FC Barcelona gelang.
Nach vorzeitiger Auflösung seines Vertrags wechselte Schuster im Sommer 2007 zu Real Madrid; er unterschrieb dort für drei Spielzeiten. Zum Auftakt der Saison verspielte er gegen den FC Sevilla nach einem 0:1 und einem abwechslungsreichen 3:5 recht knapp aber unerwartet die Supercopa de España. Gleich in seiner ersten Saison gewann er jedoch mit den Madrilenen die spanische Meisterschaft und verteidigte den Titel aus dem Vorjahr. Im Sommer folgte ein hauchdünner Erfolg in der Supercopa de España 2008. Nach einer 2:3-Niederlage im Hinspiel gegen den FC Valencia, frühem Rückstand und zunächst zehn, später sogar nur neun Spielern drehte seine Mannschaft mit späten Treffern und einem 4:2-Sieg noch das Ergebnis, und Schuster gewann seinen zweiten Titel. Nach einer durchwachsenen Hinrunde in der Saison 2008/09, die eine abermalige Titelverteidigung nahezu unmöglich erscheinen ließ, wurde Schuster am 9. Dezember 2008 von Real Madrid entlassen.
Nach zwei Jahren unterschrieb er am 10. Juni 2010 einen Zweijahresvertrag bei Beşiktaş Istanbul, doch der Vertrag wurde nach einer Reihe sportlicher Misserfolge bereits am 15. März 2011 vorzeitig wieder aufgelöst. Zur Saison 2013/14 trat Schuster die Nachfolge von Manuel Pellegrini beim FC Málaga an. Er unterschrieb einen Fünfjahresvertrag bis zum 30. Juni 2018. Nach einem Jahr verließ er den Verein. Von 2018 bis Mitte Februar 2019 war Bernd Schuster beim chinesischen Verein Dalian Yifang unter Vertrag. Mitte Februar 2019 wurde er dort entlassen.

## Erfolge und Auszeichnungen als Spieler

### Verein
1. FC Köln (1978–1980)
- DFB-Pokal-Finalist: 1980

FC Barcelona (1980–1988)
- Spanischer Meister: 1985
- Spanischer Vize-Meister: 1982, 1986, 1987
- Spanischer Pokalsieger: 1981, 1983, 1988
- Europapokal der Pokalsieger: 1982

Real Madrid (1988–1990)
- Spanischer Meister: 1989, 1990
- Spanischer Pokalsieger: 1989

Atletico Madrid (1990–1993)
- Spanischer Vize-Meister: 1991
- Spanischer Pokalsieger: 1991, 1992

### Nationalmannschaft
- Europameister: 1980

### Persönliche Ehrungen
- Bester ausländischer Spieler in der Primera División: 1985, 1991
- Tor des Jahres 1994, Tor des Jahrzehnts der 1990er Jahre
- Aufnahme in die Hall of Fame des deutschen Fußballs: 2022[42]

## Karriereübersicht
| Verein              | Liga             | Saison          | Liga   | Liga | Nat. Pokal | Nat. Pokal | Europapokal | Europapokal | Andere | Andere | Gesamt | Gesamt |
| Verein              | Liga             | Saison          | Spiele | Tore | Spiele     | Tore       | Spiele      | Tore        | Spiele | Tore   | Spiele | Tore   |
| ------------------- | ---------------- | --------------- | ------ | ---- | ---------- | ---------- | ----------- | ----------- | ------ | ------ | ------ | ------ |
| 1. FC Köln          | Bundesliga       | 1978/79         | 24     | 1    | 2          | 0          | 5           | 0           | -      | -      | 31     | 1      |
| 1. FC Köln          | Bundesliga       | 1979/80         | 32     | 9    | 8          | 4          | -           | -           | -      | -      | 40     | 13     |
| 1. FC Köln          | Bundesliga       | 1980/81         | 5      | 0    | -          | -          | -           | -           | -      | -      | 5      | 0      |
| Gesamt              | Gesamt           | Gesamt          | 61     | 10   | 10         | 4          | 5           | 0           | -      | -      | 76     | 14     |
| FC Barcelona        | Primera División | 1980/81         | 23     | 11   | 4          | 0          | -           | -           | -      | -      | 27     | 11     |
| FC Barcelona        | Primera División | 1981/82         | 13     | 8    | -          | -          | 4           | 2           | -      | -      | 17     | 10     |
| FC Barcelona        | Primera División | 1982/83         | 28     | 7    | 6          | 1          | 5           | 5           | 8      | 1      | 47     | 14     |
| FC Barcelona        | Primera División | 1983/84         | 22     | 7    | 2          | 1          | 4           | 1           | 1      | 1      | 29     | 10     |
| FC Barcelona        | Primera División | 1984/85         | 32     | 11   | 6          | 6          | 2           | 1           | 1      | 0      | 41     | 18     |
| FC Barcelona        | Primera División | 1985/86         | 22     | 10   | 4          | 0          | 6           | 1           | 1      | 0      | 33     | 11     |
| FC Barcelona        | Primera División | 1986/87         | 0      | 0    | -          | -          | -           | -           | -      | -      | 0      | 0      |
| FC Barcelona        | Primera División | 1987/88         | 30     | 9    | 7          | 3          | 8           | 1           | -      | -      | 45     | 13     |
| Gesamt              | Gesamt           | Gesamt          | 170    | 63   | 29         | 11         | 29          | 11          | 11     | 2      | 239    | 87     |
| Real Madrid         | Primera División | 1988/89         | 33     | 7    | 1          | 0          | 8           | 0           | 2      | 0      | 44     | 7      |
| Real Madrid         | Primera División | 1989/90         | 28     | 6    | 1          | 0          | 2           | 0           | -      | -      | 31     | 6      |
| Gesamt              | Gesamt           | Gesamt          | 61     | 13   | 2          | 0          | 10          | 0           | 2      | 0      | 75     | 13     |
| Atlético Madrid     | Primera División | 1990/91         | 29     | 4    | 1          | 0          | -           | -           | -      | -      | 30     | 4      |
| Atlético Madrid     | Primera División | 1991/92         | 34     | 6    | 1          | 1          | 6           | 4           | -      | -      | 41     | 11     |
| Atlético Madrid     | Primera División | 1992/93         | 22     | 1    | -          | -          | 6           | 0           | -      | -      | 28     | 1      |
| Gesamt              | Gesamt           | Gesamt          | 85     | 11   | 2          | 1          | 12          | 4           | -      | -      | 99     | 16     |
| Bayer 04 Leverkusen | Bundesliga       | 1993/94         | 28     | 5    | 4          | 0          | 1           | 1           | 1      | 0      | 34     | 6      |
| Bayer 04 Leverkusen | Bundesliga       | 1994/95         | 23     | 2    | 2          | 1          | 9           | 2           | -      | -      | 34     | 5      |
| Bayer 04 Leverkusen | Bundesliga       | 1995/96         | 8      | 1    | 3          | 0          | -           | -           | -      | -      | 11     | 1      |
| Gesamt              | Gesamt           | Gesamt          | 59     | 8    | 9          | 1          | 10          | 3           | 1      | 0      | 79     | 12     |
| UNAM Pumas          | Liga MX          | 1996/97         | 9      | 0    | -          | -          | -           | -           | -      | -      | 9      | 0      |
| Gesamt              | Gesamt           | Gesamt          | 9      | 0    | -          | -          | -           | -           | -      | -      | 9      | 0      |
| Karriere Gesamt     | Karriere Gesamt  | Karriere Gesamt | 445    | 105  | 52         | 17         | 66          | 18          | 14     | 2      | 577    | 142    |

## Erfolge und Auszeichnungen als Trainer

### Verein
Real Madrid (2007–2008)
- Spanischer Meister: 2008
- Spanischer Supercupsieger: 2008

FC Getafe (2005–2007)
- Miguel-Muñoz-Trophäe 2006

## Sonstiges
Bernd Schuster war bis 2011 in erster Ehe mit Gaby verheiratet. Aus der Ehe gingen vier Kinder hervor. Gaby Schuster etablierte sich erfolgreich als erste Spielerfrau, die ihren Mann professionell managte. Wegen dieser Aufgabenteilung zwischen den Eheleuten sowie anderer Vorgänge – so reiste Schuster vor einem Freundschaftsspiel nach Hause, um seiner Frau bei einer Geburt beizustehen – schlugen dem Ehepaar besonders in der deutschen Öffentlichkeit und Presse Vorurteile und Diffamierungen entgegen.
Seit seinem Engagement als Trainer in Spanien lebten die Ehepartner getrennt. Im September 2008 wurde Schuster erneut Vater; seine Lebensgefährtin Elena brachte eine gemeinsame Tochter zur Welt, 2011 einen Sohn. Im Mai 2012 ging er mit seiner Lebensgefährtin seine zweite Ehe ein.
Mitunter tritt Schuster als Experte in Fußballsendungen auf, wie beispielsweise im Rahmen von Europa-League-Übertragungen bei Ran und in der Talkshow Doppelpass.
Schuster gehört der Glaubensgemeinschaft der Christlichen Wissenschaft an. Neben Deutsch spricht er fließend Spanisch und Katalanisch.